# جون أندرسون (سياسي نيوزلندي)
جون أندرسون (بالإنجليزية: John Anderson)‏ هو مهندس وشخصية أعمال وسياسي نيوزلندي، ولد في 7 نوفمبر 1820 في المملكة المتحدة، وتوفي في 30 أبريل 1897 في نيوزيلندا. انتخب عمدة كرايستشرش ‏ (1868 – 1869).